# Wedge Tomb von Kilmaclenine

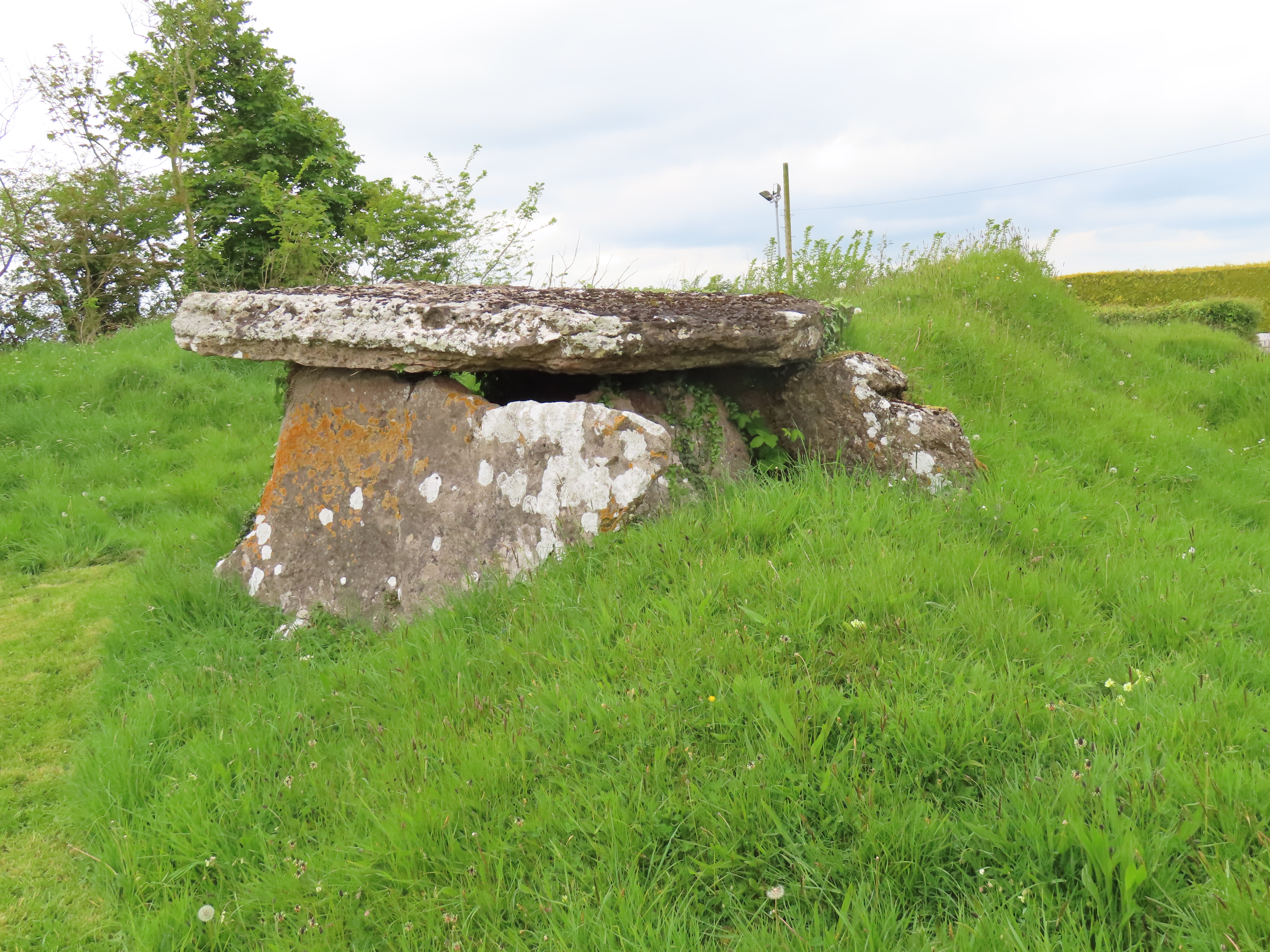
Wedge Tomb von Kilmaclenine

Das Wedge Tomb von Kilmaclenine (lokal auch Cuthoge oder Acuthoge Dolmen genannt) im Osten des Townlands Kilmaclenine (irisch Cill Mhic Léinín, dt. „Mac Léiníns Kirche“) liegt auf einem niedrigen, von den Ballyhoura Mountains überragten Grat, etwa 4,0 km südwestlich von Buttevant im County Cork in Irland. 
Wedge Tombs (dt. Keilgräber), früher auch „wedge-shaped gallery grave“ genannt, sind doppelwandige, ganglose, mehrheitlich ungegliederte Megalithbauten der späten Jungsteinzeit und der frühen Bronzezeit.
Das 1853 von dem Architekten und Archäologen R. R. Brash (1817–1876) – ab 1870 Präsident der Cuvierian Society of Cork – beschriebene Wedge Tomb war circa 1838 vom Pfarrer von Buttevant geöffnet worden. Es liegt in den Resten eines großen, mutmaßlich runden Erd- und Steinhügels von max. 36,0 m Durchmesser.
Die Kammerseiten bestehen aus zwei langen Platten. Das Ostende wird durch einen eingesetzten Endstein von 1,3 m Länge, 0,45 m Breite und 1,65 m Höhe abgeschlossen, der sich nach innen neigt. Die Höhen der Seitensteine fallen von Westen (Zugangsseite) nach Osten ab. Die innen etwa 2,2 m lange Kammer nimmt in der Höhe und Breite von Westen nach Osten ab. Sie ist im Westen etwa 1,5 m breit und 1,7 m hoch und im Osten etwa 1,4 m breit und hoch. Der Kammerboden wurde abgegraben und die Basis des nördlichen Seitensteins freigelegt. Dieser Seitenstein ist etwa 3,0 m lang, 0,35 m breit und 1,9 m hoch. Der Stein der Gegenseite ist 3,2 m lang, 0,25 m breit und 1,85 m hoch. Die linke Wand hat innen eine rötliche Farbe, vielleicht aufgrund verschiedener Mineralarten, die rechte hat eine Reihe von Schälchen (englisch cups). Der etwa 3,0 m lange, 2,15 m breite und 0,3 m dicke Deckstein ruht nur auf den Seitensteinen.
R. R. Brash (1817–1876) stellte fest, dass der riesige Hügel für ein Wedge Tomb höchst ungewöhnlich sei und ein sekundäres Merkmal sein könne (Brash, S. 272–273). Er schreibt, dass die lokalen Bauern Hügelmaterialien abtransportierten und die maximale Höhe etwa 5,5 m betragen habe.
Rev. Thomas Olden (1823–1900) berichtet 1881, dass der Hügel etwa 60 Jahre zuvor erschlossen wurde und ein Skelett mit einem Schwert an der Seite und einigen Perlen in der Kammer gefunden wurden (Olden, S. 119).
1913 übermittelte Colonel James Grove White (1852–1938) in seinen „Historical Notes“ einen Bericht von Dr. Caulfield, der angibt, dass in der Kammer Knochenfragmente, ein Bronzeschwert und eine Perle oder ein Amulett gefunden wurden (White, S. 313–314).